# Гасымов, Эльмар Эльдар оглы
Эльмар Эльдар оглы Гасымов (азерб. Elmar Eldar oğlu Qasımov; род. 8 сентября 1973) — ректор Бакинской высшей школы нефти (с 2012 года).

## Биография
Эльмар Гасымов родился 8 сентября 1973 года. В 1990 году окончил среднюю школу с серебряной медалью. После окончания школы поступил на географический факультет БГУ, окончив его в 1995 году. В 2002 году окончил также юридический факультет БГУ.
С 1996 по 2000 год был аспирантом того же вуза. В 2006 году защитил кандидатскую диссертацию. 
Начиная с 1996 года, работал в БГУ преподавателем географии на одноимённом факультете. В 2007 году получил учёное звание доцента.
Во второй половине 1990-х был председателем Комитета студенческого профсоюза БГУ. 
С 1999 по 2011 год работал в должности заместителя министра образования Азербайджанской Республики. 
Указом президента Азербайджана от 10 апреля 2012 года Гасымов был назначён ректором Бакинской высшей школы нефти. 
Является автором ряда научных статей. 
Член Политического совета партии Новый Азербайджан.

## Награды
- Орден «За службу Отечеству» III степени (30 ноября 2022) — за активное участие в общественно-политической жизни Азербайджанской Республики[2].
- Медаль «Прогресс» (3 октября 2008) — за заслуги в развитии азербайджанского образования[3].
- Юбилейная медаль «100-летие Гейдара Алиева (1923-2023)»  (2 февраля 2024)[4].
- Медаль «100-летие Азербайджанской Демократической Республики» (27 мая 2019).
- Заслуженный учитель Азербайджана (19 сентября 2014) — за заслуги в развитии азербайджанской нефтяной промышленности[5].